# 割出站
割出站（日语：／ Waridashi eki */?）是位於石川縣金澤市諸江町，北陸鐵道的淺野川線車站。車站編號為A05。
在日本國內的車站中，若以五十音順排列，此站是最後一座車站。

## 車站構造

### 站房

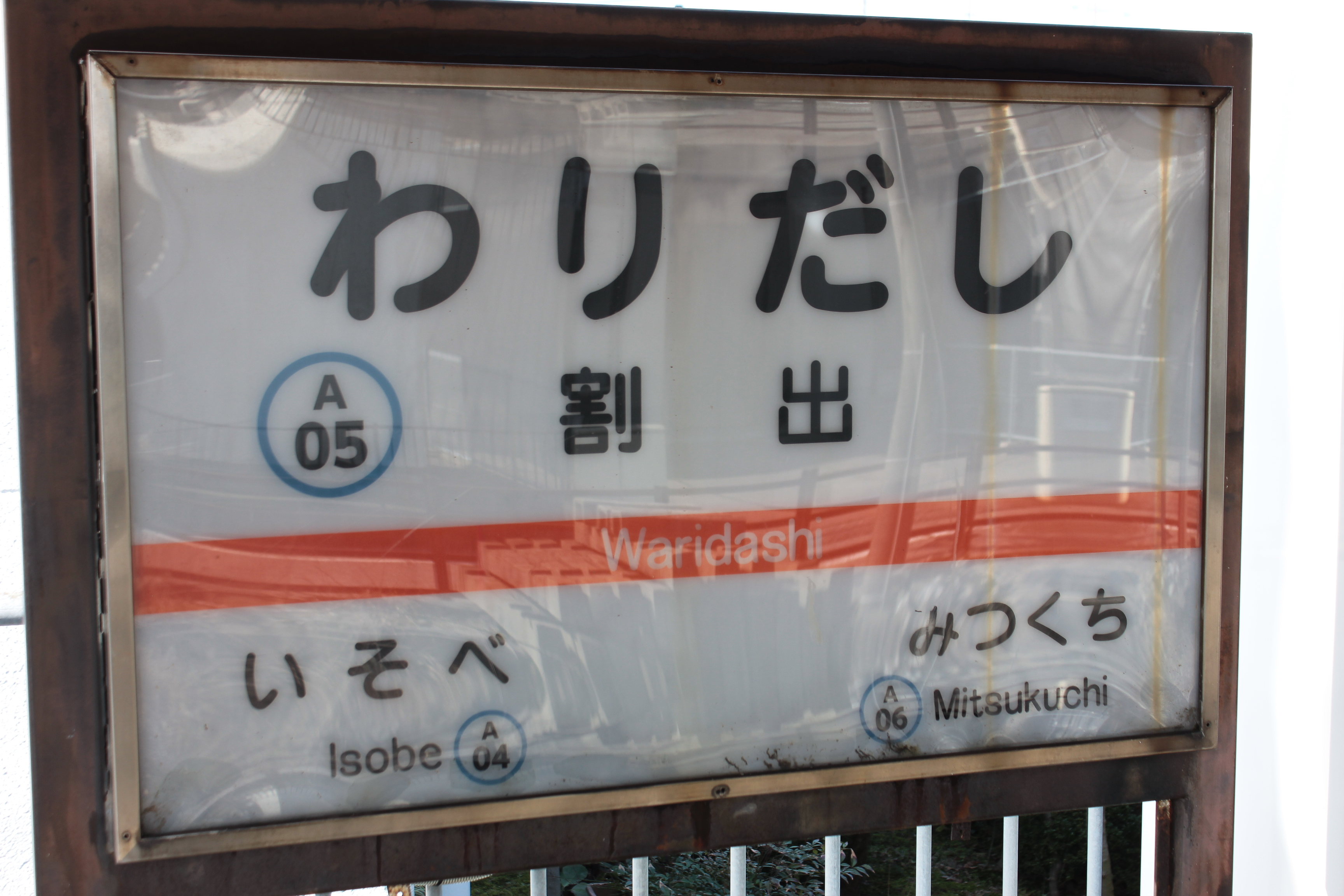
現時的站名牌（引入車站編號後）

在月台的入口處設有一座簡易式的單層鐵皮建的站房，在平日的上、下午繁忙時間均會有站員駐守，處理車票相關的事務，平日其餘時間及土休日則為無人站。

### 月台
現時只採用1個側式月台進行上、下行列車上落。過往本站曾經有一個側式月台，可讓列車能在本站交會，但在1974年時撤走。
因為月台出入口部份用地被用作站房，通道相對狹窄，所以現時只能採用梯級上落，不設置無障通斜道。

## 歷史
- 1925年5月10日：車站啟用。
- 1971年4月1日：車站業務委託化。
- 1974年11月26日：撤走交會設備。

## 使用狀況
以下為1日平均上下車人次列表 ：
| 上下車人次變化 | 上下車人次變化 |
| 年度           | 1日平均人次    |
| -------------- | -------------- |
| 2011年         | 360            |
| 2012年         | 341            |
| 2013年         | 376            |
| 2014年         | 358            |
| 2015年         | 378            |
| 2016年         | 379            |
| 2017年         | 399            |
| 2018年         | 415            |
| 2019年         | 478            |

## 車站周邊
- 北陸鐵道總部
- 金澤市立淺野川中學（日语：金沢市立浅野川中学校）
- 淺野川（日语：浅野川）
- 松寺橋
- 北陸自動車道
- 國道8號

## 相鄰車站
北陸鐵道
■淺野川線
磯部（A04）－割出（A05）－三口（A06）

## 外部連結
- 北陸鐵道割出站 （页面存档备份，存于）